# Matt Korthuis
Matt Korthuis (* 22. September 1981 in Saskatoon, Saskatchewan) ist ein ehemaliger niederländisch-kanadischer Eishockeyspieler, der seine größten Erfolge mit HYS The Hague feierte.

## Karriere

### Clubs
Matt Korthuis, der als Sohn niederländischstämmiger Eltern in der kanadischen Provinz Saskatchewan geboren wurde, begann seine Karriere als Eishockeyspieler beim Nachwuchsteam Estevan Bruins, für das er zwei Jahre in der Saskatchewan Junior Hockey League spielte. 2002 zog es ihn in die Heimat seiner Vorfahren, wo er zunächst ein Jahr für die Nijmegen Tigers und anschließend zwei Jahre bei den Heerenveen Flyers  jeweils in der Ehrendivision spielte. Nach einem Jahr bei den Amstel Tijgers Amsterdam, mit denen er 2007 den niederländischen Eishockeypokal für sich entscheiden konnte, schloss er sich dem Ligakonkurrenten HYS The Hague an, bei dem er fünf Jahre blieb. Bei dem Team aus der niederländischen Regierungsmetropole erlebte er seine erfolgreichste Zeit als Eishockeyspieler und gewann 2009 und 2011 jeweils den niederländischen Meistertitel, 2011 und 2012 den North Sea Cup sowie 2012 auch den niederländischen Pokalwettbewerb. Nach diesen Erfolgen wechselte er auf die Südhalbkugel der Erde und ließ im Sommer 2012 bei Melbourne Ice in der Australian Ice Hockey League seine Karriere mit dem Gewinn des Goodall Cups, der australischen Meisterschaft, ausklingen.
Nach seinem Karriereende war er in der Saison 2013/14 als Scout für die Prince George Cougars aus der Western Hockey League tätig.

### International
Für die Niederlande spielte Korthuis bei den Weltmeisterschaften der Division I 2007, 2008 und 2009.

## Erfolge und Auszeichnungen
- 2007 Niederländischer Pokalsieger mit den Amstel Tijgers Amsterdam
- 2009 Niederländischer Meister mit HYS The Hague
- 2011 Niederländischer Meister und Gewinn des North Sea Cups mit HYS The Hague
- 2012 Niederländischer Pokalsieger und Gewinn des North Sea Cups mit HYS The Hague
- 2012 Australischer Meister mit den Melbourne Ice